# Scalopodontes
Scalopodontes es un género de extinto del ordo de los terápsidos datado en el pérmico superior que vivió en Rusia. Contiene la especia Scalopodontes kotelnichi.